# Meriones grandis
Meriones grandis is een zoogdier uit de familie van de Muridae. De wetenschappelijke naam van de soort werd voor het eerst geldig gepubliceerd door Cabrera in 1907.

## Voorkomen
De soort komt voor in Marokko, Algerije en Tunesië.